# Mustafa Amini
Mohammad Mustafa Amini Castillo (Sídney, 20 de abril de 1993) es un futbolista australiano. Juega de centrocampista y se encuentra sin equipo tras abandonar el Perth Glory F. C.

## Selección nacional
Jugó el mundial de Colombia Sub-20 con la selección de Australia jugando todos los partidos contra España, Costa Rica y Ecuador sin marcar goles.

## Clubes
| Club                         | País      | Año       |
| ---------------------------- | --------- | --------- |
| Central Coast Mariners F. C. | Australia | 2010-2012 |
| Borussia Dortmund II         | Alemania  | 2012-2015 |
| Randers FC                   | Dinamarca | 2015-2016 |
| Aarhus GF                    | Dinamarca | 2016-2020 |
| Apollon Limassol             | Chipre    | 2021      |
| PAEEK F. C. (cedido)         | Chipre    | 2021      |
| Sydney F. C.                 | Australia | 2022      |
| Perth Glory F. C.            | Australia | 2022-2024 |

## Vida privada
Su padre es afgano y su madre nicaragüense.